# União das Freguesias de Rio Mau e Arcos
União das Freguesias de Rio Mau e Arcos, kurz Rio Mau e Arcos, ist eine Gemeinde (Freguesia) im Kreis (Concelho) von Vila do Conde im Norden Portugals.
In der Gemeinde leben 2.681 Einwohner auf einer Fläche von 15,7 km² (Stand nach Zahlen von 2011).
Die Gemeinde entstand im Zuge der Gebietsreform in Portugal am 29. September 2013 durch Zusammenlegung der Gemeinden Rio Mau und Arcos. Rio Mau wurde Sitz der Gemeinde, die ehemalige Gemeindeverwaltung in Arcos blieb als Bürgerbüro weiter bestehen.